# Мюррей-Сіті (Огайо)
Мюррей-Сіті (англ. Murray City) — селище (англ. village) в США, в окрузі Гокінг штату Огайо. Населення — 341 особа (2020).

## Географія
Мюррей-Сіті розташований за координатами 39°30′32″ пн. ш. 82°10′9″ зх. д. / 39.50889° пн. ш. 82.16917° зх. д. (39.508942, -82.169234).  За даними Бюро перепису населення США у 2010 році селище мало площу 0,82 км², з яких 0,82 км² — суходіл та 0,00 км² — водойми.

## Демографія
Згідно з переписом 2010 року, у селищі мешкало 449 осіб у 175 домогосподарствах у складі 117 родин. Густота населення становила 545 осіб/км².  Було 211 помешкання (256/км²).
Расовий склад населення:
| - 99,1 % — білих - 0,2 % — чорних або афроамериканців |

До двох чи більше рас належало 0,7 %. Частка іспаномовних становила 1,3 % від усіх жителів.
За віковим діапазоном населення розподілялося таким чином: 23,6 % — особи молодші 18 років, 63,5 % — особи у віці 18—64 років, 12,9 % — особи у віці 65 років та старші. Медіана віку мешканця становила 37,4 року. На 100 осіб жіночої статі у селищі припадало 99,6 чоловіків;  на 100 жінок у віці від 18 років та старших — 100,6 чоловіків також старших 18 років.
Середній дохід на одне домашнє господарство  становив 42 923 долари США (медіана — 33 542), а середній дохід на одну сім'ю — 49 174 долари (медіана — 41 250). Медіана доходів становила 33 750 доларів для чоловіків та 26 094 долари для жінок. За межею бідності перебувало 12,0 % осіб, у тому числі 23,9 % дітей у віці до 18 років та 2,4 % осіб у віці 65 років та старших.
Цивільне працевлаштоване населення становило 166 осіб. Основні галузі зайнятості: роздрібна торгівля — 29,5 %, освіта, охорона здоров'я та соціальна допомога — 26,5 %, науковці, спеціалісти, менеджери — 10,8 %, виробництво — 8,4 %.